# Bouaffoukro
Bouaffoukro est une localité rurale de la région de Moronou en Côte d'Ivoire. Ce village est administrativement rattaché au département de M’Batto,,.